# Michałowice (przystanek kolejowy na Ukrainie)
Michałowice (ukr. Михайловичі, ros. Михайлевичи) – przystanek kolejowy w pobliżu miejscowości Michałowice, w rejonie drohobyckim, w obwodzie lwowskim, na Ukrainie.